# Krämeralm
Die Krämeralm (auch Krämer-Hochalm) ist eine Alm in der Marktgemeinde Bad Hofgastein im österreichischen Bundesland Salzburg.

## Lage und Charakteristik
Die Krämeralm erstreckt sich an den nordwestlichen Hängen des Krämerkogels in der Ankogelgruppe. Sie liegt in der Ortschaft Harbach und in der gleichnamigen Katastralgemeinde Harbach. Die Alm ist dem Krämerhof in Harbach zugehörig.
Eine Almhütte steht auf einer Höhe von 1608 m ü. A. Das Gelände fällt Richtung Westen zum Bach Harbach ab. Östlich der Krämeralm erstrecken sich die Gamswild-Ruhezonen Aukopf und Kreuzkogel, die von 1. Dezember bis 31. Mai nicht betreten werden dürfen. Auf die Alm führt eine auch als Wanderweg genutzte Straße.

## Geschichte
Im von 1823 bis 1830 erstellten Franziszeischen Kataster ist im Bereich der Alm ein kleines unbenanntes Gebäude verzeichnet. Etwa die Hälfte der alten Almhütte musste in den 1980er Jahren wegen eines Straßenneubaus abgetragen werden.